# الکس دلباخته است
الکس دلباخته است (عبری: אלכס חולה אהבה‎) فیلمی در ژانر کمدی رمانتیک به کارگردانی بوعز دیویدسون است.